# Église épiscopalienne dominicaine
L'Iglesia Episcopal Dominicana est un diocèse de l'Église épiscopalienne des États-Unis appartenant à la IXe province. Son siège est à Saint-Domingue et le titulaire est Julio Cesar Holguin. Il reste un diocèse de mission de l'Église épiscopalienne des États-Unis. Il est membre de la Conférence des Églises de la Caraïbe et du Conseil latino-américain des Églises.

## Historique
En 1897, l'Église épiscopale de la République dominicaine fut fondée à San Pedro de Macorís par des migrants anglophones des Antilles britanniques qui ont apporté leur foi anglicane avec eux quand ils sont arrivés à San Pedro pour travailler dans l'industrie de la canne à sucre.
Mgr James Théodore Holly, évêque anglican de l'Église orthodoxe apostolique d'Haïti, ordonne le révérend Benjamin P. Isaac Wilson pour le service de ces fidèles anglophone. Il est ordonné, le 8 août 1897 et avec son ordination, l'Église anglicane  est née en République dominicaine né. Mgr Holly est une figure historiquement importante dans l'Église épiscopale, parce qu'il était le premier évêque africain-américain.
En 1913, l'Église devient un diocèse de l'Église épiscopale des États-Unis ainsi que l'Église épiscopale d'Haïti. Il passe sous la supervision du Diocèse de Porto Rico.